# Kamendaka serrata
Kamendaka serrata är en insektsart som beskrevs av Yang och Wu 1993. Kamendaka serrata ingår i släktet Kamendaka och familjen Derbidae. Inga underarter finns listade i Catalogue of Life.